# Takauji Ashikaga
Takauji Ashikaga (jap. 足利 尊氏 Ashikaga Takauji; ur. 1305, zm. 1358) – pierwszy siogun z rodu Ashikaga i założyciel siogunatu Ashikaga.

## Początki kariery
Takauji dorastał w burzliwym okresie dziejów średniowiecznej Japonii. Krajem wstrząsały wówczas krwawe konflikty pomiędzy możnymi rodami i ich wasalami. Takauji stojąc na czele jednego z takich rodów, został wasalem regentów (shikken) z rodu Hōjō, faktycznych władców Japonii, którzy rządzili ze swojej stolicy w Kamakurze.
W 1333 roku, w czasie wojny Genkō, regent wysłał go do zachodniej Japonii z zadaniem rozbicia sił cesarza Go-Daigo, który wystąpił przeciwko rodowi Hōjō. Jednak Takauji zamiast walczyć przeciwko cesarzowi, przeszedł na jego stronę. Przekonał też wiele rodów z zachodniej Japonii do poparcia cesarza. Dzięki niemu powstanie Go-Daigo zakończyło się sukcesem, a władza regentów rodu Hōjō została obalona.

## Bunt przeciw cesarzowi
W wyniku zwycięskiej wojny domowej Go-Daigo uzyskał pełnię władzy monarszej, zaś Takauji w nagrodę za swoją postawę otrzymał liczne godności dworskie. Cesarz obawiał się jednak nadmiernych ambicji Takaujiego i starał się pozbawić go rzeczywistego wpływu na rozwój sytuacji w kraju. Odmówił powierzenia mu stanowiska sioguna.
Rozczarowany Takauji w 1336 roku wystąpił zbrojnie przeciwko cesarzowi i zmusił go do ucieczki. Na tronie osadził lojalnego wobec siebie władcę – Kōmyō. Go-Daigo schronił się w Yoshino, około 80 km na południe od Kioto, gdzie założył własny dwór, zwany Dworem Południowym. Przez następne 56 lat w Japonii trwał ostry konflikt między zwalczającymi się frakcjami dworskimi. W czasie tych walk Takauji umocnił swoją pozycję w Kioto i w końcu w 1338 roku sięgnął po upragniony tytuł sioguna. Bezwzględny w swych działaniach politycznych, w 1352 roku rozkazał otruć swojego brata Tadayoshiego, a swoją polityką przyczyniał się do utrzymywania w kraju stanu ciągłej wojny domowej.

## Poza polityką
Takauji Ashikaga był okrutnym wojownikiem i bezwzględnym wodzem. Jednocześnie jednak był utalentowanym buddyjskim poetą i opiekunem wielkiego mnicha buddyzmu zen Musō Soseki. Zlecił też opracowanie Kemmu shikimoku – kodeksu regulującego zasady postępowania warstwy samurajskiej.

## ErybakufuTakaujiego
- Ery dworu południowego
  - Engen (1336-1340)
  - Kōkoku (1340-1346)
  - Shōhei (1346-1370)

- Ery dworu północnego
  - Ryakuō (1338-1342)
  - Kōei (1342-1345)
  - Jōwa (1345-1350)
  - Kan’ō lub Kannō (1350-1352)
  - Bunna (1352-1356)
  - Enbun (1356-1361)